# Гринвуд (Флорида)
Гринвуд (енгл. Greenwood) град је у америчкој савезној држави Флорида. По попису становништва из 2010. у њему је живело 686 становника.

## Демографија
Према попису становништва из 2010. у граду је живело 686 становника, што је 49 (6,7%) становника мање него 2000. године.
| Група             | 2000.       | 2010.       |
| Белци             | 484 (65,9%) | 449 (65,5%) |
| Афроамериканци    | 198 (26,9%) | 212 (30,9%) |
| Азијати           | 7 (1,0%)    | 0 (0,0%)    |
| Хиспаноамериканци | 20 (2,7%)   | 18 (2,6%)   |
| Укупно            | 735         | 686         |